# Svetopolk II. Moravski
Svetopolk II. (češko Svatopluk II., slovaško Svätopluk II.)  iz moravske vladarske dinastije Mojmiridov, je bil med letoma 894 in 899 bodisi sovladar bodisi knez dela Velikomoravske, * okoli 884; † po 899.
Bil je sin kneza Svetopolka I. in brat Mojmirja II.
Knez Svetopolk I. je leta 894 umrl. Na smrtni postelji je svoje sinove pozval, naj se uprejo Frankom in si odločno prizadevajo ohraniti politično moč Velikomoravske kneževine. Čeprav legenda o treh Svetopolkovih palicah omenja tri njegove sinove in naslednike, sta iz zgodovinskih virov znana le dva. Prvi, Mojmír II., je po očetovi smrti postal velikomoravski knez, drugi sin, Svetopolk II., pa  je dobil v fevd Kneževino Nitro. 
Svetopolk II. bil je usmerjen proti bavarskim fevdalcem in vzhodnofrankovskemu kralju Arnulfu, ki so ga izrabljali kot orodje za vmešavanje v velikomoravske notranje zadeve. Po starem in nezanesljivem izročilu je bila njegova mati Gizela Arnulfova sestra, kar bi seveda pojasnilo, zakaj se je v sporih z bratom obračal na strica.
Že leta 895 je med bratoma prišlo do resnega nesoglasja, ki je začelo ohromiti politično dogajanje v državi. Mojmir II. se je moral razen s tem soočati tudi z zelo slabimi odnosi z Vzhodnofrankovskim cesarstvom, ki je prek kralja Arnulfa poskušalo trajno uveljaviti svoj vpliv v Velikomoravski. Svetopolk II., ki je že bil v stiku z Bavarci, je leta 897 obiskal Arnulfa in se zaobljubil, da bo njegov zaveznik. Mojmir II.je nato proti njemu poslal svojo vojsko in bil v bojih proti Arnulfu poražen. 
Na prelomu leta 898 in 899 so Veliko Moravsko napadli Bavarci, ki so poskušali zlomiti Mojmirjevo moč. Pozneje je Mojmir II. ujel svojega brata Svetopolka, a so ga njegovi bavarski zavezniki kmalu osvobodili. V začetku leta 901 je Mojmir II. Svetopoka II. verjetno  zamenjal za bavarskega kneza Izanriha,  potem pa o njem ni več nobenih poročil.